# 原こなみ
原 こなみ（はら こなみ、1987年9月10日 - ）は、日本の画家、日本画家、アーティスト。北海道千歳市出身。女子美術大学芸術学部絵画学科日本画専攻卒業。

## 経歴
1987年9月10日北海道千歳市出身。女子美術大学芸術学部絵画学科日本画専攻卒業（2011年）。